# Sosnivka
Sosnivka (in ucraino Соснівка?, in russo Сосновка?, in polacco Sosnówka) è una città mineraria dell'oblast' di Leopoli, in Ucraina. Nel 2022 contava una popolazione di 10 712 abitanti.

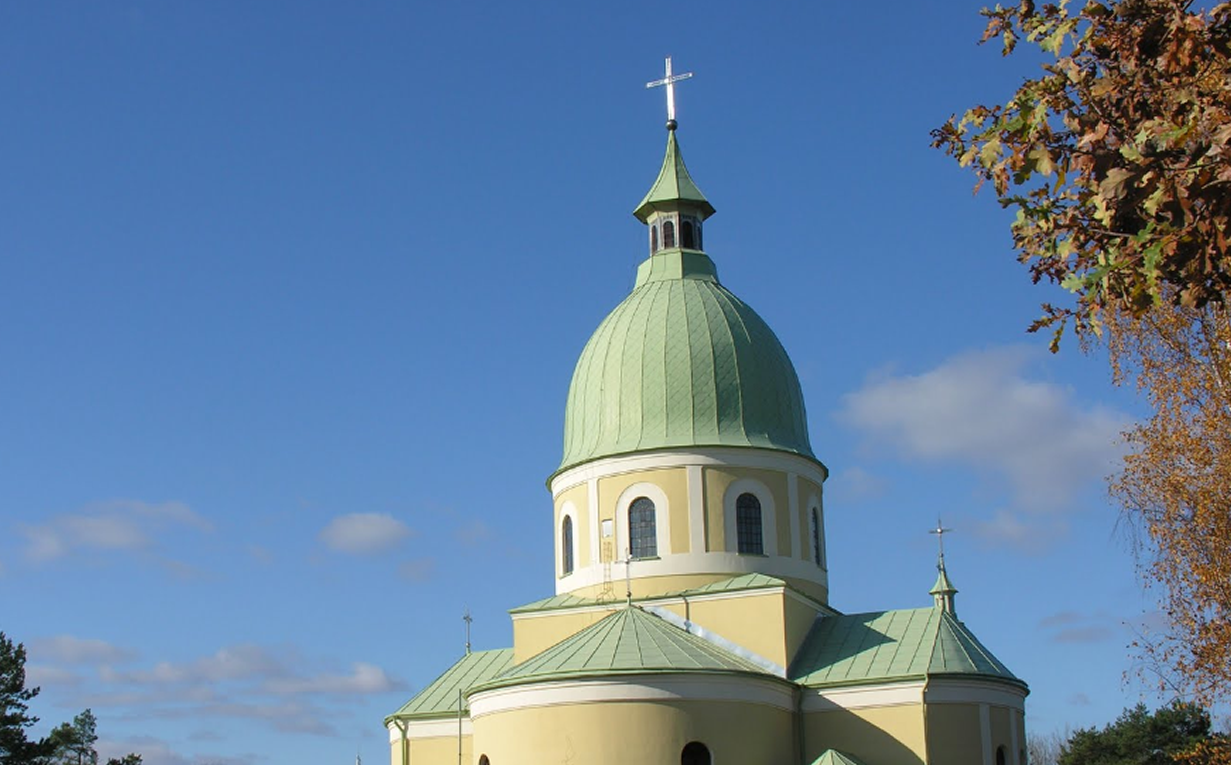
Chiesa di Sosnivka

## Geografia fisica

### Territorio
Sosnivka è situata a 55 km a nord-est di Leopoli.

### Clima
Il clima è del tipo moderato continentale. La temperatura media di gennaio è di -4 °C, quella di giugno 18 °C. La precipitazione media annua è di 621 mm di pioggia. 

## Amministrazione
Sosnivka fa parte della municipalità di Červonohrad, (in ucraino Червоноградська міська рада?, assieme alle città di Červonohrad (Червоноград) e Hirnyk (in ucraino Гірник?, in russo Горняк?)

## Storia
L'insediamento urbano fu fondato nel 1955 col il nome provvisorio di Cunicolo 5-9 (шахт 5 — 9) modificato poi in Kirov. Lo abitavano per la maggior parte gli operai addetti ai giacimenti di carbone della zona.
Il 29 novembre 1957 il consiglio regionale dell'oblast di Lviv elevò Kirov a comune urbano e ne cambiò la denominazione con quella oggi in uso. Nel 1968 ottenne lo status di città. 
Il nome si rifà alle estese foreste di pini (in ucraino Сосна/Sosna) che ricoprono il territorio circostante.
L'attuale gonfalone fu adottato dal consiglio comunale nel 1992.

## Popolazione
Censimenti e stime della popolazione

Abitanti censiti

## Economia
La principale attività economica di Sosnivka è l'esplorazione mineraria, realizzata in tre miniere e un impianto di arricchimento tra i più grandi d'Europa.
Quest'impianto, inaugurato nel 1985, ha generato gravi problemi di salute pubblica e molti danni alle foreste circostanti.
Circa il 40% degli abitanti lavora nelle miniere di carbone. Dal 2006 alcune ditte straniere (tra cui la Raiffeisenbank tedesca) hanno effettuato investimenti mirati alla modernizzazione degli impianti. Nonostante ciò la situazione economica è ancora precaria. Il bilancio comunale si aggira intorno ai 190000 Euro.

## Infrastrutture e trasporti
Ad est del centro abitato c'è la stazione ferroviaria, costruita nel 1915 sulla linea Leopoli-Kivertsi. Leopoli dista via treno 74 Km. Per via stradale si devono percorrere invece 64 Km.